# Kanton Rioverde
Der Kanton Rioverde befindet sich in der Provinz Esmeraldas im Nordwesten von Ecuador. Er besitzt eine Fläche von 1508 km². Im Jahr 2022 lag die Einwohnerzahl bei rund 32.900. Verwaltungssitz des Kantons ist die Kleinstadt Rioverde mit 3169 Einwohnern (Stand 2010). Diese liegt an der Flussmündung des Río Verde knapp 30 km ostnordöstlich der Provinzhauptstadt Esmeraldas. Der Kanton Rioverde wurde am 22. Juli 1996 eingerichtet.

## Lage
Der Kanton Rioverde liegt an der Pazifikküste zentral in der Provinz Esmeraldas. Der Kanton erstreckt sich über das ausgedehnte Küstentiefland. Die Flüsse Río Verde und Río Mate entwässern das Gebiet nach Norden zur Küste. Die E15 (San Lorenzo–Esmeraldas) verläuft entlang der Pazifikküste.
Der Kanton Rioverde grenzt im Osten an den Kanton Eloy Alfaro, im Süden an den Kanton Quinindé sowie im Westen an den Kanton Esmeraldas.

## Verwaltungsgliederung
Der Kanton Rioverde ist in die Parroquia urbana („städtisches Kirchspiel“)
- Rioverde

und in die Parroquias rurales („ländliches Kirchspiel“)
- Chontaduro
- Chumundé
- Lagarto
- Montalvo
- Rocafuerte

gegliedert.

## Geschichte
Entwicklung der Einwohnerzahl im Kanton Rioverde bei landesweiten Volkszählungen zum jeweiligen Gebietsstand:
| Jahr                    | Einwohner | +/-    |
| ----------------------- | --------- | ------ |
| 2001                    | 22.164    | –      |
| 2010                    | 26.869    | 21,2 % |
| 2022                    | 32.885    | 22,4 % |
| Datenherkunft: Wikidata |           |        |